# Карбышево II
Карбышево-2 — железнодорожная станция Омского отделения Западно-Сибирской железной дороги, расположенная на линии «Омск — Иртышское» в границах города Омска.

## История
Открыта в 1960 году одновременно с пуском движения по линии «Омск — Иртышское» на юг от Транссиба.
Название дано для отличия от узловой станции Карбышево-1, транзитного пункта на главном ходу Транссибирской магистрали.

## Движение по станции
По объему выполняемой работы станция относится к 5 классу, для грузовой работы закрыта.
Пассажирское движение по станции на 2016 год представлено тремя парами электропоездов, связывающими Омск со станциями юга области на Иртышском направлении.
Поезда дальнего следования на станции не останавливаются, следующая их остановка при движении от Омска — станция Стрела у посёлка Таврическое.